# ひなぎく (映画)
『ひなぎく』（英語Daisies、チェコ語Sedmikrásky）はヴェラ・ヒティロヴァ監督による1966年製作当時チェコスロバキア社会主義共和国で製作されたチェコの映画である。マリエ1とマリエ2の姉妹が映画を通して絶えず自由気ままにおかしないたずらをしかけて反乱を行う。筋書きを追いかけるのは難しく、自由を規制された時代背景やチェコ語への深い解釈のないかぎりは理解不可能との指摘が存在する。「少女のいたずら」という形式でシナリオも理解困難に演出していたものの、自由無き政府への批判・転覆活動とみなされてチェコで発禁処分を受けて監督は7年間活動を禁止されたが世界では高い評価を得た。「チェコ・ヌーヴェルヴァーグ」の代表的作品であり、日本でも難解意味深なカルト映画として名高い。
スティーヴン・ジェイ・シュナイダーの『死ぬまでに観たい映画1001本』に掲載されている。

## あらすじ
地上掃射する爆撃機のショットとともに、回転するフライホイールで冒頭のシークエンスは始まる。
最初のシーンでは、ふたりの主人公が水着姿で座っている。一人は鼻くそをほじくって、一人は狂った調子でトランペットを吹いた後に「どれも無駄　みんな無駄　全部駄目」のセリフをロボット調で話すシーンが最初の冒頭・導入のセリフである。ロボット的な会話のなかで、彼女らは悪いことをやってやろうと決める。次のシーンでは、マリエ1とマリエ2が一本の樹の前で踊っている。たくさんの果実のなった木で、アダムとイブの知恵の樹のようだ。マリエ1が実をもいで食べると、ふたりは落下し、気がつくとアパートの部屋にいる。意味深いアクションは、マリエ1が窓からパレードを眺めていて、マリエ2が食べているということである。いくつかの似通ったエピソードが続く。ふたりが年上の男、いわゆるシュガー・ダディ（sugar daddy）とデートをしている。マリエ2が貪欲に食べていると、マリエ1も加わって食べ始め、たくさんの食べ物を食べる。彼らはナイトクラブに行き、1920年代スタイルのダンサーのショーを妨害する。ウェイターたちとの騒動の原因になる。マリエ2は蝶蒐集家のアパートに行く。このシーンで、たくさんの蝶を静止したフレームで見せる。最後にマリエ2は食べたいという。次に彼らは工場に行く。ロックがかかったような静止画で、建物は荒れている。彼らは「栄養のあるもの」を求めて、共産党指導者のために用意されたと思われる豪華なご馳走を見つける。ふたりは食べ物を食べ、部屋をめちゃくちゃにする。すぐに切り替わって二人は魔女のように水の中に放り込まれる。ふたりは心を入れ替えてやり直そうと決意するが、最後に巨大なシャンデリアが落下し彼女たちを押しつぶす。

## キャスト
- マリエ1 - イヴァナ・カルバノヴァー
- マリエ2 - イトカ・ツェルホヴァー

## スタッフ
- 監督：ヴェラ・ヒティロヴァ
- 原案：ヴェラ・ヒティロヴァ、パヴェル・ユラーチェク
- 脚本：ヴェラ・ヒティロヴァ、エステル・クルンバホヴァー
- 撮影：ヤロスラフ・クチェラ
- 美術：エステル・クルンバホヴァー、ヤロスラフ・クチェラ
- 衣装：エステル・クルンバホヴァー
- 音楽：イジー・シュスト、イジー・シュルトゥル

## 封切り
1966年12月30日、チェコスロバキア社会主義共和国国内で公開される。その2年後の1968年1月には民主化を推し進めるアレクサンデル・ドゥプチェクが第一書記が就任し「人間の顔をした社会主義」という名称で実質的な自由化政策を実施したが、同年8月には危険視したソ連によりワルシャワ条約機構軍がチェコへ侵攻し、ドゥプチェクは拘束されソ連に連れ去られると、自由化民主化は頓挫し、その後の1970年に映画ひなぎくは民主化を進めていた作品と見破られてチェコスロヴァキア当局からは発禁処分を受けた。ヒティロヴァは以降沈黙を強いられることとなる。
世界各国で公開され、日本では1991年より公開されたのをはじめ2014年にもリバイバル上映されている。「1960年代の女の子映画の決定版」と紹介され、岡崎京子、矢川澄子、小泉今日子、野宮真貴、カヒミ・カリィといった著名人が称賛し、1990年代の渋谷系カルチャーの源流ともいわれる。日本では京都アニメーションのリズと青い鳥にヴェロスラフ・ヒチルとデフォルメされて監督が登場した。